# آندریا تاروزی
آندریا تاروزی (انگلیسی: Andrea Tarozzi؛ زادهٔ ۱۷ اکتبر ۱۹۷۳) بازیکن فوتبال اهل ایتالیا است.
از باشگاه‌هایی که در آن بازی کرده‌است می‌توان به باشگاه فوتبال فیورنتینا، باشگاه فوتبال بولونیا، باشگاه فوتبال پادوا، باشگاه فوتبال ساسولو، باشگاه فوتبال کومو، و باشگاه فوتبال ترنانا اشاره کرد.